# 亚历山大·高兰

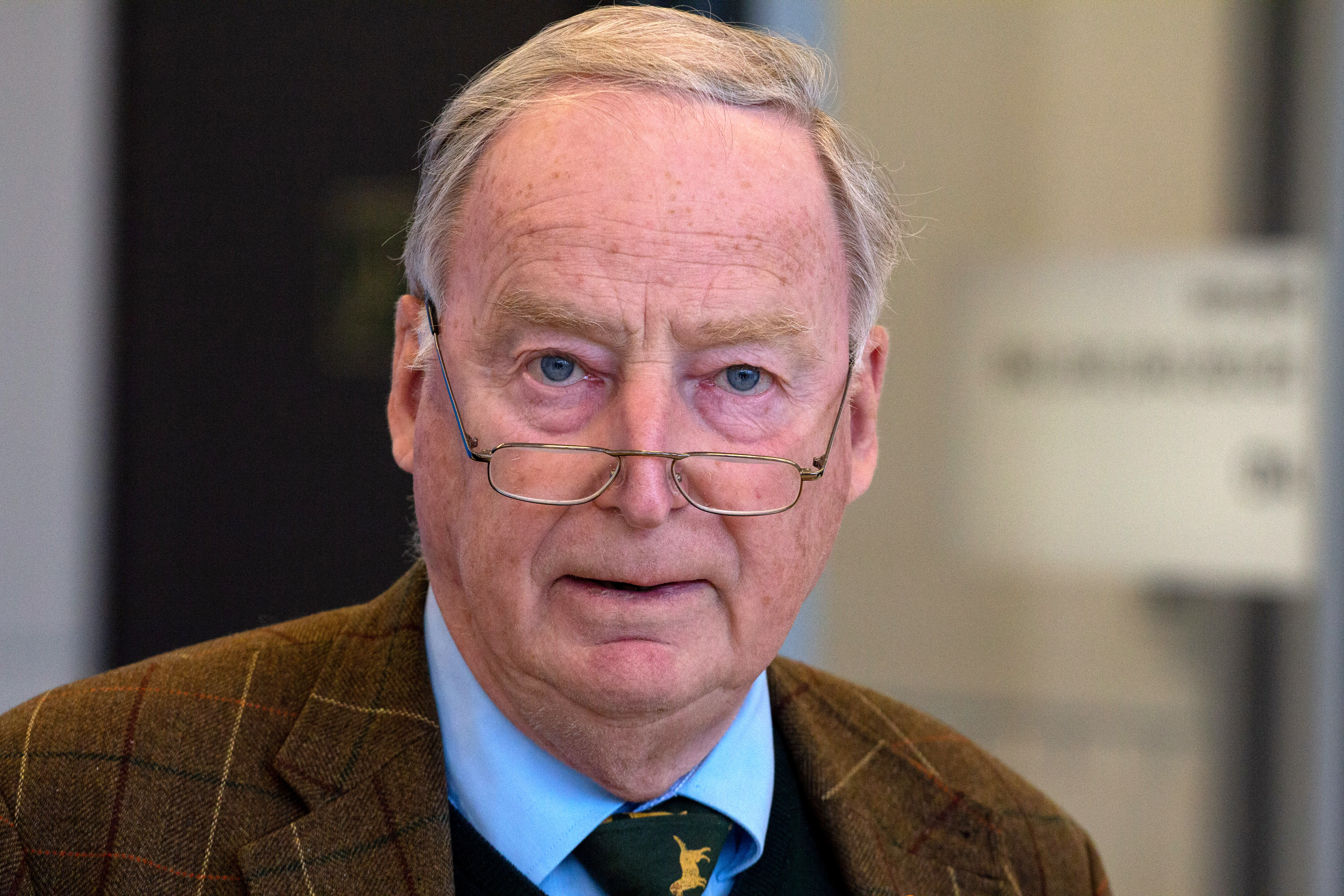

埃伯哈特·亚历山大·高兰（德語： 1941年2月20日—）德国政治家、新闻记者和律师，自2017年9月以来一直担任德国联邦议院德国另类选择党领导人，并于2017年12月至2019年11月担任该党联合领导人。自2017年9月起成为德国联邦议院成员。高兰德是该党的联合创始人，于2017年至2019年担任联邦发言人，并于2013年至2017年担任勃兰登堡州党魁。